# Zakładnoje
Zakładnoje (ros. Закладное) – wieś (sieło) w Rosji, w Kraju Ałtajskim, w rejonie romanowskim. W 2021 liczyła 697 mieszkańców.